# Franz Mattausch (Schauspieler)
Franz Mattausch (* 1767 in Prag; † 28. Juni 1833 in Schöneberg bei Berlin) war ein deutscher Theaterschauspieler.

## Leben
Mattausch debütierte 1784 als „Carl“ in Der deutsche Hausvater in Bayreuth oder Prag. 1789 kam er an das Berliner Nationaltheater, wo er in der Rolle des „Don Carlos“ in Friedrich Schillers gleichnamigen Drama in Berlin auftrat. Unter der Leitung des Direktors August Wilhelm Iffland entwickelte er sich von 1796 bis 1814 zu einem der angesehensten Mitglieder des Ensembles. 
Er spielte unter Ifflands Leitung sehr unterschiedliche Rollen in mehr als 130 Stücken. In Johann Wolfgang von Goethes Schauspiel Iphigenie auf Tauris spielte er die Rolle des „Orest“ (Premiere: 27. Dezember 1802). In August von Kotzebues Schauspiel Graf Benjowsky oder die Verschwörung auf Kamtschatka spielte er die Titelrolle (Premiere: 29. Januar 1798). In Schillers Drama Wallensteins Tod spielte er die Rolle des „Max Piccolomini“. In der Rolle des „Graf Dunois“ in Schillers Jungfrau von Orleans stand er fast 60 Mal auf der Berliner Bühne. Über seine schauspielerische Leistung des „Götz“ in Goethes Schauspiel Götz von Berlichingen mit der eisernen Hand schreibt die Kritik:

„Herr Mattausch gab den Götz und gab ihn mit gediegenem Werthe, mit vollem Gehalt, nicht zu jung, zu stark, zu hingerissen; mit ruhiger Kraft, tiefem Gefühl für Recht und Zärtlichkeit und den wirklichen Sitten seines Zeitalters.“

1827 beendete Mattausch seine schauspielerische Karriere, er starb 1833 in Schöneberg bei Berlin.